# Tomáš Kurfürst
Tomáš Kurfürst je český hudebník hrající na trumpetu a baskytaru. Na trubku hrával vážnou hudbu, ale patřil též mezi členy skupiny Garage a spolupracoval s Pražským výběrem. Na basovou kytaru hrával ve skupinách Dolmen a v minulosti (cca 1991) hrával i v kapele Modrá hvězda, jejímž členem byl také Tomáš Polák. Když pak Polák v roce 1998 zakládal s dalšími hudebníky skupinu Mig 21 a sháněli do ní baskytaristu, přivedl v srpnu 1999 do kapely právě Kurfürsta. Ten v ní vydržel až do roku 2013 a v této sestavě vydali pět kompaktních disků a dvě DVD. Následně Kurfürst kapelu opustil a věnuje se hře v uskupení Omar Guitar Band a práci ve vlastním nahrávacím studiu. V kapele Mig 21 jej vystřídal Adam Stivín.